# Salem (Schleswig-Holstein)
Salem település Németországban, Schleswig-Holstein tartományban. Lakosainak száma 670 fő (2023. december 31.).

## Népesség
A település népességének változása:
| Lakosok száma | 527  | 607  | 603  | 629  | 650  | 670  |
|               | 1975 | 2017 | 2019 | 2021 | 2022 | 2023 |